# Turia Pitt

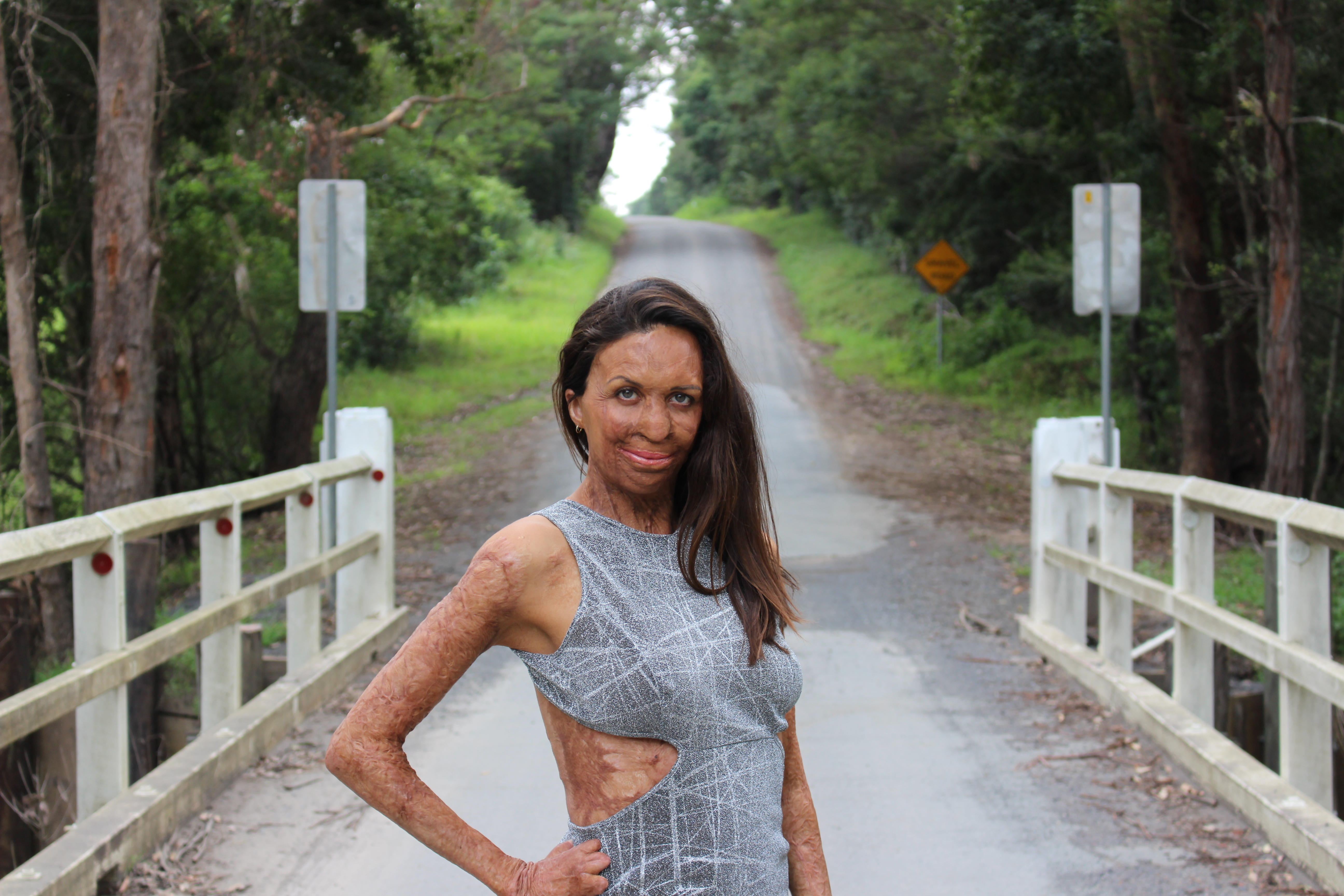
Turia Pitt im Januar 2018 in ihrer Heimatstadt Mollymook in Australien

Turia Pitt (* 24. Juli 1987) ist eine australische Ingenieurin und Aktivistin.

## Biografie
Turia Pitt nahm im Jahr 2011 an einem Ultramarathon durch die westaustralische Region Kimberley teil, wurde dabei von einem Buschfeuer eingeschlossen und erlitt lebensgefährliche, großflächige Verbrennungen, die 65 % der Körperoberfläche betrafen. Gegen den Veranstalter des RacingThePlanet-Ultramarathons, der diesen trotz Warnungen nicht absagte, klagte sie vor Gericht, das den Fall im Mai 2014 nach einer außergerichtlichen Einigung abschloss.
Sie ist Botschafterin für den gemeinnützigen Verein Interplast, der plastische Operationen in Entwicklungsländern durchführt.
Durch die Teilnahme an einem Trekking-Wettbewerb entlang eines Teiles der chinesischen Mauer sammelte sie beinahe 200.000 US-Dollar für Interplast.
Sie zierte das Cover der The Australian Women's Weekly. Sie war Finalistin des Australian of the Year.
Sie ist mit Michael Hoskin, mit dem sie bereits vor ihrem Unfall in einer Beziehung lebte, verheiratet.
Am 8. Mai und 8. Oktober 2016 nahm sie an Ironman-Läufen auf Hawaii teil.

## Filmografie
- Embrace

## Auszeichnungen
- Premier's Award for Woman of the Year 2014 (Auszeichnung vom australischen Bundesstaat New South Wales)